# محافظة يالا
محافظة يالا (بالتايلاندية:ยะลา) و(بالإنجليزية:Yala) هي واحدة من محافظات تايلاند الخمس والسبعين تجاور محافظة سونغكلا ومحافظة فطاني ومحافظة ناراتيوات.

## التاريخ
تاريخيا المحافظة كانت في مايسمي دولة فطاني والتي دخلت حروب معا المماليك التايلاندية القديمة وتم احتلالها في عهد راما الاول الذي (حكم من 1782 الي 1809) والذي أصبحت تتبع تايلاند رسميا بأعترف دولي اثر المعاهدة الموقعة بين بريطانيا وتايلاند والتي اعترفت بسيادة تايلاند عليها في عام 1909 المحافظة في الاصل كانت تابعة لمحافظة فطاني ولكنها أصبحت مستقلة إداريا عن محافظة فطاني.

## السكان
محافظة يالا هي واحدة من اربع محافظات تايلاندية أغلبية سكانها مسلمين حيث يشكل المسلمين حوالي 72% اما الباقين فهم في الغالب تايلانديون من اصول صينية وهم يتبعون الديانة البوذية

## التقسيمات الادارية
تنقسم المحافظة الي 8 اقسام رئيسة والتي بدورها تنقسم الي 56 قسم فرعي (بلدية) و 341 قرية
| 1. يالا موانج 2. بيتونج 3. سيتار بينانج 4. ذان تو | 1. ياها واسمها بالملايو جاها 2. رامان واسمها بالملايو کوتا بهارو 3. كابانج 4. بينانج كرونج |